# Pierre Beuchot
Pour les articles homonymes, voir Beuchot.
Pierre Beuchot, né le 30 juin 1938 aux Pavillons-sous-Bois (Seine-Saint-Denis) et mort le 27 novembre 2020 à Bry-sur-Marne (Val-de-Marne), est un cinéaste français.

## Biographie

### Début de carrière
Après des études de commerce et des activités diverses, Pierre Beuchot débute comme stagiaire puis assistant à la mise en scène en 1964. Il travaille d'abord avec des cinéastes dits « commerciaux » (Jean-Claude Chambon pour Les Pieds nickelés, Jean-Claude Roy pour Les Combinards), mais aussi avec le cinéaste Georges Rouquier pour des courts-métrages institutionnels (Sire le Roy n’a plus rien dit, 1965).

### Mort
Pierre Beuchot meurt le 27 novembre 2020 d'un cancer des poumons, après que sa femme a succombé à la pandémie de Covid-19 en mars 2020.

## Filmographie

### Assistant-Réalisateur (1965-1976)
Pierre Beuchot a notamment travaillé avec :
- Jean-Paul Rappeneau : La Vie de château, 1965.
- Jean-Daniel Pollet : 
  - Une balle au cœur, 1965 
  - Le Horla, 1967  
  - L'amour c'est gai, l'amour c'est triste, 1968  
  - Le Maître du temps, 1970  
  - L’Acrobate, 1976
- Michel Mitrani, La Cavale, 1971
- André Téchiné, Michel, l’enfant roi, 1970, feuilleton TV
- Alexandre Astruc, Sartre par lui-même, 1972-1976.

### Réalisateur de courts-métrages (1972-1974)
Pierre Beuchot est auteur-réalisateur des courts métrages de cinéma.
- Requiem, 1972, d’après la nouvelle de Philippe Sollers, avec Edith Scob
- Marjorie ne viendra pas, 1974, coscénariste : François Porcile.

### Auteur-Réalisateur de longs métrages de fiction (1985-2000)

#### D'après des romans dePierre Jean Jouveet de Daniel Anselme
- Le Monde désert (1985), adaptation pour la télévision du roman de même titre de Pierre Jean Jouve ; coscénaristes : Jean-Pierre Krémer et François Porcile, avec Olimpia Carlisi, Daniel Olbrychski et Jean-Louis Vitrac.
- Aventure de Catherine C. (1990), adaptation pour le cinéma de Hécate et Vagadu de Pierre Jean Jouve ; coscénaristes : Catherine Breillat et Jean-Pierre Krémer, avec Fanny Ardant, Hanna Schygulla, Robin Renucci et André Wilms.
- Compagnons secrets (1996) d’après le roman de Daniel Anselme ; coscénariste : Jérôme Prieur, avec André Wilms, Bernard Verley et Philippe Bizari

#### Fictions historiques
- Hôtel du Parc (1992) ; coscénaristes : Daniel Lindenberg et Jérôme Prieur ; avec André Wilms et Marylène Dagouat
- Sade en procès (2000) ; coscénariste : Jean-Jacques Pauvert ;  avec André Wilms, Bernard Verley, Judith Henry et Maud Rayer

### Essais cinématographiques, scénario, théâtre
- Auteur-Réalisateur d'un Essai
  - Le Temps détruit – Lettres d’une guerre (1985), d'après les correspondances de Maurice Jaubert, Paul Nizan, Roger Beuchot. Sélectionné à la Semaine de la critique à Cannes, aux festivals de New-York, Moscou, Londres, etc. Grand prix SCAM 1987.
- Scénariste télévision
  - René Bousquet ou Le Grand arrangement (2007). Coscénariste : Antoine Desrosières – réalisation Laurent Heynemann.
- Conseiller technique cinéma 
  - Trop c'est trop de Didier Kaminka (1974)
- Auteur Théâtre 
  - La Solitude du gardien de but (1975) ; coauteur : Didier Kaminka

### Réalisateur de documentaires pour la télévision (1968-2009)
| - Lascaux par Georges Bataille (1980) – Regards entendus - Cézanne par Rainer Maria Rilke (1983) - Regards entendus, en collaboration avec Denis Freyd - La Légende de la Croix de Piero della Francesca (1993) - Au-delà de la peinture, le surréalisme (2002) en collaboration avec Dominique Rabourdin - L’Important n’est pas prévisible (1980) - Rue des Archives - Le Premier mai de Fourmies (1981) - Mémoires de France - La Guerre de Vendée (1982) - Mémoires de France - Propaganda (1986-1987)- Six films coréalisée avec Philippe Collin et François Porcile - Mémoires partagées, Loin de Moscou (1994) et Le Printemps de l’Elbe (1995) en collaboration avec André Harris. - Les Temps obscurs sont toujours là (1998) - Léopold Sédar Senghor, entre deux mondes (1999) en collaboration avec Jean-Noël Jeanneney - La Résistance à l’épreuve du temps (2003) - K.S. Karol, grand témoin du siècle (2004) - Contre l’oubli – La trace des dictature (2009) en collaboration Jean-Noël Jeanneney - Paul Nizan ou le Prix d’une révolte (1968), censuré et interdit d’antenne. - Roman Jakobson (1974-1988) - Archives du XXe siècle. - Stig Dagerman (1989) - Collection Préfaces - Primé au Festival de Reims. - Pierre Jean Jouve (1989) - Collection Préfaces, avec Maud Rayer. - Robert Walser (1996) - Un siècle d’écrivains, en collaboration avec Catherine Sauvat. . - Francis Ponge (1999) - Un siècle d’écrivains en collaboration avec Jean Thibaudeau. - Claude Lévi-Strauss - (2005) À partir des extraits d'un entretien mené en 1972 par Jean José Marchand. - Dim Dam Dom (1966); coréalisation, Jean-Daniel Pollet. - Droit de cité (1977) en collaboration avec Jean Frapat. - Le Solitaire du château du Fresne (2001) en collaboration avec Rosine Delacour. - Magazine Grand écran (1972-1974) - Le Western (avec Jean-Louis Bory) - La Comédie musicale (avec Michel Perez), - Alfred Hitchcock (avec Michel Ciment) - James Dean (avec Jean Wagner) - Le Néo-réalisme italien (avec Jean Douchet) - Tennessee Williams (avec André Téchiné) - L’Enfant et ses images (avec Jean-André Fieschi) - Avec Jean Collet : - La Nouvelle Vague - Luis Buñuel - Carl Theodor Dreyer - Ingmar Bergman - Le Cinéma suédois - Le Cinéma suisse - Magazine Ciné regards : Littérature et cinéma (1979) - Magazine Étoiles et toiles : Ingmar Bergman (1983) - Le Cinéma de l’ombre (1984) en collaboration avec Jean-Pierre Bertin-Maghit - Primé au Festival dei popoli de Florence |

## Jugements
- Jean Thibaudeau : « À partir de quoi Le Temps détruit, en 1985, m'a bouleversé, consacré à la mémoire de Paul Nizan, de Maurice Jaubert, le musicien avant-guerre de Jean Vigo et de René Clair, et Roger Beuchot, un ouvrier, le père du cinéaste, tous trois tombés face à l'ennemi, en mai et juin 1940, vous donnerait la clef de tout »[3]

## Sources bibliographiques
- Face à face Anders Wahlgren/Pierre Beuchot, publication du Centre Pompidou, 1999, avec un texte de Jean Thibaudeau